# 达嫩
达嫩是德国莱茵兰-普法尔茨州的一个市镇。总面积17.21平方公里，总人口352人，其中男性183人，女性169人（2011年12月31日），人口密度20人/平方公里。